# Klaus Bielefeld Verlag
Der Klaus Bielefeld Verlag mit Sitz  in Friedland in Niedersachsen trat von Mitte der 1990er bis Mitte der 2000er Jahre sowohl als Fachverlag für die Publizierung von Hochschulschriften gegen Druckkostenzuschuss als auch als Kleinverlag mit einem gemischten Belletristik-Programm auf.

## Geschichte
Das vom Verleger Klaus Bielefeld als Alleininhaber geführte Einzelunternehmen publizierte in seiner Zuschussverlagssparte unter dem Begriff „Dissertationsdruck“ von 1996 bis 2005 mehr als 110 Hochschulschriften, wie Dissertationen und teils auch Diplomarbeiten, von verschiedenen deutschen Hochschulen. Dazu gehörten mehr als 80 Doktorarbeiten am Institut für Pflanzenpathologie und Pflanzenschutz der Universität Göttingen, die der Verlag in der Reihe BSD herausgab, sowie rund 20 Arbeiten an der Freien Universität Berlin in der Reihe Journal.
Außerdem verlegte der Verlag in seiner Buchverlagssparte von 1998 bis 2006 rund 70 zeitgenössische belletristische Werke, darunter mehr als 20 Erstlingswerke von deutschen, österreichischen und Schweizer Autoren. Zu den Belletristik-Autoren des Verlags zählten u. a. Mike Bartel, Wolf Buchinger, Walter Buschhoff, Karl Feldkamp, Wolfgang Fienhold, Günter Gall, Boris Koch, Walter Landin, Kay Löffler, Stefan Melneczuk, Lothar von Versen und Rainer Wedler.
Zum belletristischen Verlagsprogramm gehörten u. a. Romane, Lyrik sowie satirische und humoristische Werke. In der Reihe BST des Verlags, die mit zwei von Klaus Bielefeld selbst geschriebenen und 1996 im Selbstverlag veröffentlichten belletristischen Werken eingeleitet wurde, erschienen bis 2006 mehr als 60 Bücher, die teils in mehreren Auflagen herauskamen. Zudem veröffentlichte der Bielefeld Verlag von 1999 bis 2001 mehrere Bücher im Rahmen der Edition Minotaurus, die der Architekt, Autor und Künstler Alexander Scholz in der von ihm gegründeten Galerie Vevais in Bliesdorf in Brandenburg ins Leben gerufen hatte. Scholz befasste sich u. a. mit der „Verwebung von Sprache mit bildender Kunst“ und gab die Buchreihe, in der Bände und Gemeinschaftsprojekte von und mit Thomas Nöske, Herbert Laschet Toussaint („HEL“), Hans Scheuerecker, Steve Sabor und anderen erschienen sind, zunächst in verschiedenen Verlagen heraus und gründete dann 2001 eine eigene Verlagsgesellschaft. 2000 und 2002 gab Klaus Bielefeld in seinem Verlag in Zusammenarbeit mit der Verlegerin Monika Wunderlich jeweils eine Anthologie mit Kurzgeschichten heraus, die zugleich in Wunderlichs VirPriV Verlag mit Sitz in Fuchstal bzw. Bad Oeynhausen erschienen.
Anfangs hatte der Klaus Bielefeld Verlag seinen Sitz in der Michaelisstraße im Friedlander Ortsteil Groß Schneen, 2001 zog er innerhalb des Ortsteils in die Straße Am Mühlenberg um. Die letzten Neuerscheinungen des Verlags kamen 2006 heraus, seitdem gingen die Verlagsaktivitäten zunehmend zurück. Für sein Dissertationsdruck-Angebot betrieb das Unternehmen eine eigene Webpräsenz (www.kb-verlag.de), die 2005 aufgegeben wurde und fortan zur seit 1998 betriebenen, gesonderten Website für das Belletristik-Programm weiterleitete. Diese Website (www.buchmanager.de) gab der Verlag dann nach mehrmaliger Aktualisierung der Angaben zu noch lieferbaren belletristischen Büchern um 2012 oder später auf.